# Luísa de Hesse-Cassel
Luísa Guilhermina Frederica Carolina Augusta Júlia (Cassel, 7 de setembro de 1817 – Gentofte, 29 de setembro de 1898) foi a esposa do rei Cristiano IX e Rainha Consorte da Dinamarca de 1863 até sua morte.

## Biografia
Nascida uma princesa alemã, do condado de Hesse-Cassel, Luísa era filha do conde Guilherme de Hesse-Cassel e da princesa Luísa Carlota da Dinamarca. Em 1842, casou-se com o príncipe Cristiano de Eslésvico-Holsácia-Sonderburgo-Glucksburgo, mais tarde rei Cristiano IX da Dinamarca, com quem teve seis filhos: Frederico (futuro rei Frederico VIII da Dinamarca), Alexandra (futura rainha do Reino Unido como consorte do rei Eduardo VII), Guilherme (futuro rei Jorge I da Grécia), Dagmar (futura imperatriz da Rússia sob o nome de Maria Feodorovna como consorte do imperador Alexandre III), Tira (futura duquesa de Cumberland como consorte de Ernesto Augusto, duque de Cumberland e Teviotdale) e Valdemar.
Na altura do casamento de Luísa e Cristiano, haviam três famílias com grande potencial para herdar o trono que tinham descendentes para continuar a linha de sucessão. Essas famílias eram, por ordem de proximidade ao monarca reinante, os Hesse-Cassel (a família e Luísa), os Augustemburgo e, depois, os Glucksburgo (a família de Cristiano). Ao passo que a família com herdeiros masculinos mais próxima do trono era a dos Augustemburgo, o casamento da princesa Luísa com o príncipe Cristiano foi crucial para a preterição dos Augustemburgo e a ascensão do casal ao trono em 1863. Devido às importantes alianças que os seus filhos contraíram por casamento, Luísa e o marido entraram para a História como os "sogros da Europa". Entre seus descendentes estão os atuais reis Frederico X da Dinamarca, Haroldo V da Noruega, Filipe da Bélgica, Carlos III do Reino Unido e Filipe VI da Espanha, bem como o atual grão-duque Henrique de Luxemburgo.

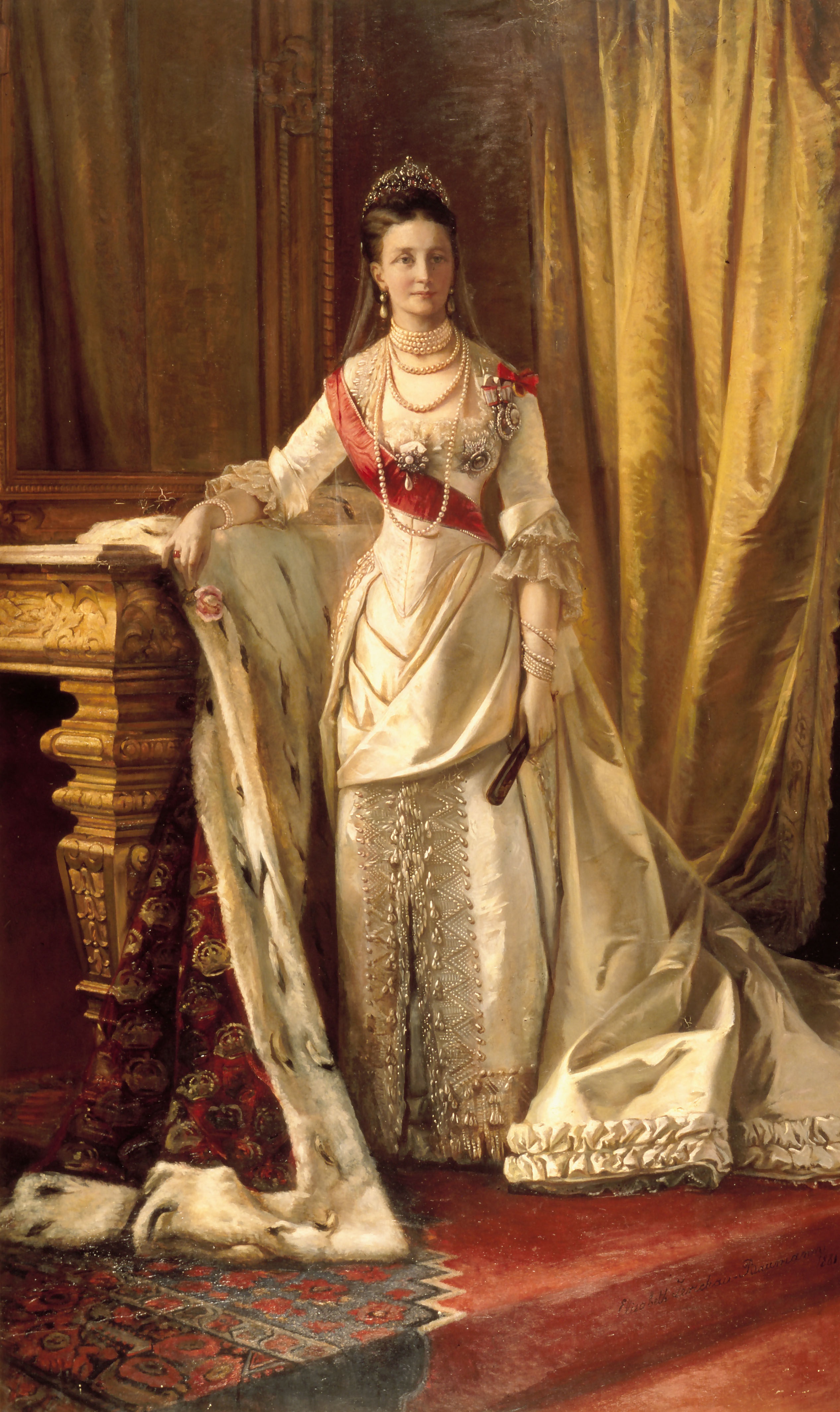
Luísa, Rainha da Dinamarca
Elisabeth Jerichau-Baumann, 1881

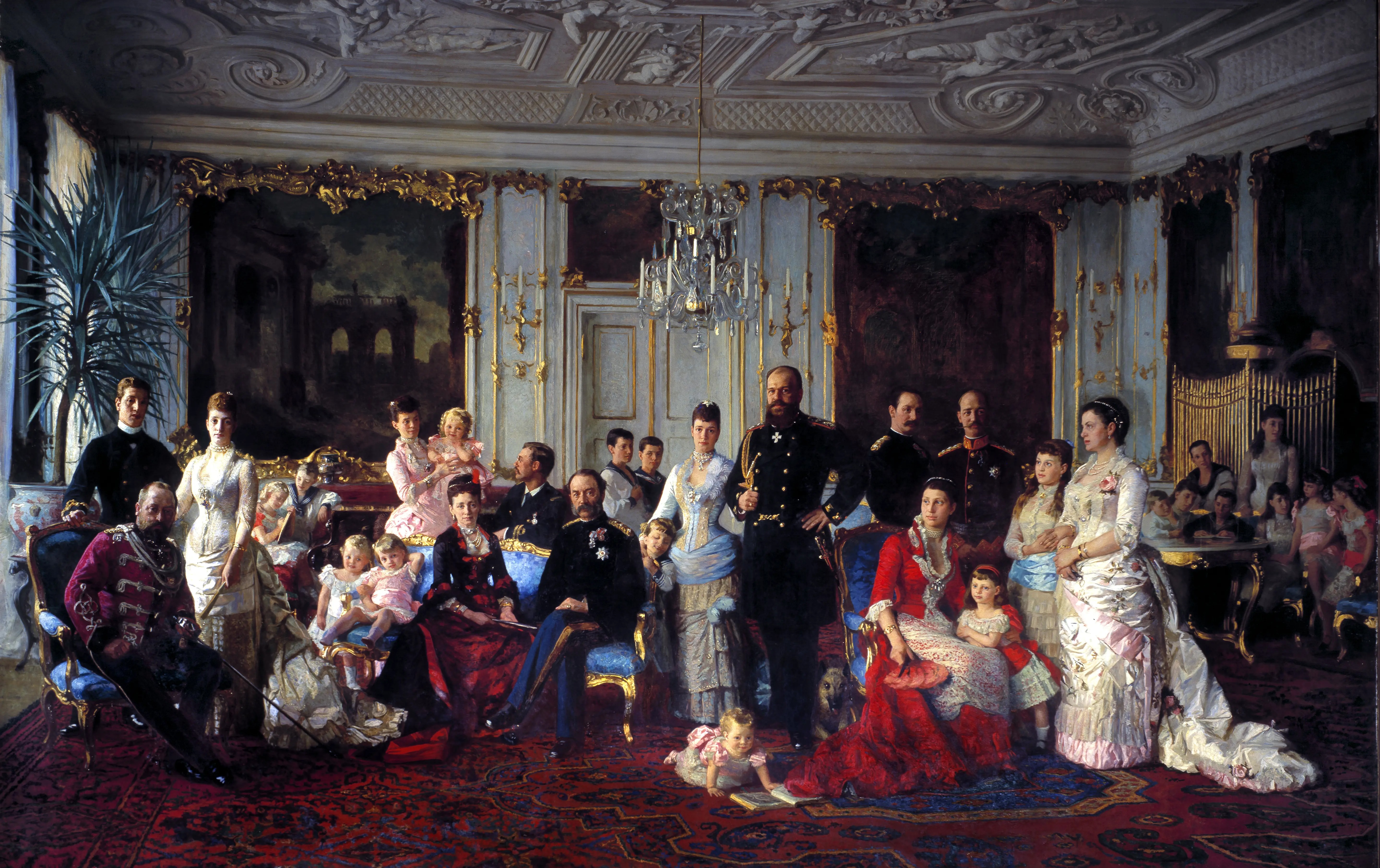
Família de Cristiano IX (1883) por Laurits Tuxen. Pintura de Cristiano IX e Luísa, com sua grande família da realeza europeia reunidos em uma sala no Palácio de Fredensborg, onde aconteciam as reuniões familiares anuais. Na pintura pode notar-se a presença dos reis do Reino-Unido e Grécia, os imperadores russos, os duques de Cumberland, além de outros netos do rei.

A rainha Luísa era, de muitas maneiras, a encarnação dos ideais femininos de sua época; ela era conservadora e com ideais tidos como ultrapassados. Ela era o ponto focal de uma família exemplar e era artisticamente e socialmente talentosa, mas ao mesmo tempo ela sempre se manteve na sombra de seu marido, como era esperado na época. Assim como toda a família real dinamarquesa, Luísa tinha sentimentos antigermânicos, pois se ressentia da anexação, durante a Guerra dos Ducados do Elba, dos ducados de Eslésvico-Holsácia, anteriormente territórios da Dinamarca, pela Prússia. Ela também estava envolvida em um trabalho de caridade muito expressivo, que entre outras coisas resultou na fundação da Diakonissestiftesen (um lar de diáconas usado para várias atividades sociais e relacionadas à saúde, incluindo um lar para idosos e treinamento de enfermeiros) em Frederiksberg.
Ela morreu em 1898 e foi enterrada na Catedral de Roskilde, perto de Copenhague. Em 1908 o escultor Edvard Eriksen, mais conhecido como o criador da estátua da Pequena Sereia, foi contratado para criar esculturas para seu sarcófago.

## Honras
Honras dinamarquesas:

Monograma real de Luísa

- 7 de setembro de 1863: Grande Comandante da Ordem de Dannebrog (Honorária)[9]
- 26 de maio de 1892: Dama da Ordem do Elefante[9]

- Ordem da Família Real do Rei Frederico VII[10]
- Ordem da Família Real do Rei Cristiano IX[10]

Estrangeiras:
- 10 de abril de 1865:  Dama Grã-Cruz da Imperial Ordem de São Carlos[11]
- 30 de abril de 1884:  Dama da Ordem do Leão de Ouro[12]
- 12 de abril de 1892:  Grande Cordão da Ordem da Coroa Preciosa[13]
- Dama da Ordem da Rainha Santa Isabel[9]
- Dama Grã-Cruz da Ordem Imperial de Santa Catarina[9]
- Medalha da Cruz Vermelha[9]
- 25 de janeiro de 1878:  Dama da Real Ordem das Damas Nobres da Rainha Maria Luísa[9]
- Real Ordem de Vitória e Alberto (Primeira Classe)[14]
- Dama de Justiça da Venerabilíssima Ordem do Hospital de São João de Jerusalém[15]